# Voetbalkampioenschap van Saale 1913/14
In 1913/14 werd het zevende voetbalkampioenschap van Saale gespeeld, dat georganiseerd werd door de Midden-Duitse voetbalbond. Hallescher FC Wacker werd kampioen en plaatste zich voor de Midden-Duitse eindronde. De club versloeg SC Torgauer Sportfreunde (met 11:1), Coburger FC (met 8:1), Cricket-Viktoria Magdeburg en verloor in de halve finale van de VfB Leipzig.

## 1. Klasse
| Plaats | Club                      | Wed. | W | G | V | Saldo | Ptn.  |
| ------ | ------------------------- | ---- | - | - | - | ----- | ----- |
| 1.     | Hallescher FC Wacker 1900 | 8    | 7 | 1 | 0 | 29:09 | 15:01 |
| 2.     | FC Hohenzollern Halle     | 8    | 5 | 0 | 3 | 24:15 | 10:06 |
| 3.     | Hallescher BC Borussia 02 | 8    | 4 | 0 | 4 | 21:21 | 08:08 |
| 4.     | Hallescher FC 1896        | 8    | 3 | 1 | 4 | 17:14 | 07:09 |
| 5.     | FC Britannia Halle        | 8    | 0 | 0 | 8 | 08:40 | 00:16 |

|  | Kampioen, geplaatst voor Midden-Duitse eindronde |
|  | Promotie-Degradatie play-off                     |

Promotie-Degradatie play-off
|             |                    |       |                         |  |
| 17 mei 1914 | FC Britannia Halle | 2 - 1 | FV Favorit Diemitz 1906 |  |
| 17 mei 1914 |                    |       |                         |  |